# Araneus tschuiskii
Araneus tschuiskii este o specie de păianjeni din genul Araneus, familia Araneidae, descrisă de Bakhvalov, 1974. Conform Catalogue of Life specia Araneus tschuiskii nu are subspecii cunoscute.